# Enceinte de terre de la Bigotais
L’enceinte de terre de la Bigotais est un édifice militaire situé à Campel, dans le département français d'Ille-et-Vilaine, région Bretagne.

## Localisation
Le site se trouve au sud-ouest du département, au lieudit la Bigotais dans les bois entre Campel et Bovel.

## Historique
Le site daterait du milieu du Moyen Âge.
Il fait l’objet d’une inscription au titre des monuments historiques depuis le 19 juillet 1995.

## Architecture
L'enceinte est un ovale qui mesure environ 80 m sur 60. Elle possède deux entrées : à l'ouest et à l'est. Un fossé, profond de 3,50 m à 4 m, entoure la fortification et sépare deux levées en terre formant un double rempart.